# المظفر غازی
المظفر غازی (انگلیسی: Al-Muzaffar Ghazi؛ – ۱۲۴۷)، امیر ایوبی جزیره از سال ۱۲۲۰ تا ۱۲۴۷ میلادی بود.